# Benoît Marleau
Pour les articles homonymes, voir Marleau.
Benoît Marleau est un acteur québécois né le 17 mars 1937 à Montréal et mort le 3 juin 2009 à l'âge de 72 ans. Il est connu du jeune public pour avoir prêté sa voix à divers personnages des Simpson (saison 1 à 17, incluant le film), dont celle de Moe Szyslak, et à Boule Goyette dans la série Henri pis sa gang (King of the Hill) ainsi que Paul Newman (Reggie Dunlop) dans la version québécoise du film Slap Shot (1977). Il a pris sa retraite de la télévision à l'âge de 70 ans en 2007.

## Biographie
Benoit Marleau est baptisé sous le nom Joseph Patrice Alfred Benoît Marleau. Il est le fils de Lucien Marleau, chauffeur et de Georgette Comolli, d'origine italienne. Benoît Marleau se fait connaître au petit écran, particulièrement à Radio-Canada où il tient son premier rôle dans l'émission La pension Velder, en 1957. 20 ans plus tard, il incarne le personnage de Jean-Paul Bordeleau dans la comédie Chez Denise, en compagnie de Denise Filiatrault.
Suit le rôle de Jean-Paul dans Le 101, ouest, avenue des Pins. Avec le tandem Denise Filiatreault-Dominique Michel, il participe à de nombreux Bye Bye dans les années 1970.
Benoît Marleau est aussi un homme de théâtre. Il se fait remarquer dans de nombreuses productions du Rideau Vert, dont Le songe d'une nuit d'été et La veuve enragée d'Antonine Maillet.
Benoît Marleau fait beaucoup de doublage. Il prête notamment sa voix à divers personnages dans les productions Nic et Pic, Les Simpson et Les Pierrafeu. C'est d'ailleurs en doublant la voix de Moe Szyslak de la série télévisée Les Simpson que le comédien prend définitivement sa retraite.
Il est la voix française de Boule Goyette dans la série Henri Pis sa gang (King of the Hill). Au cinéma, il joue dans Y'a toujours moyen de moyenner de Denis Héroux.
Après son décès en 2009, il a été enterré au Cimetière Notre-Dame-des-Neiges, à Montréal.

## Filmographie
- 1957 - 1961 : La pension Velder (série télévisée)
- 1960 - 1966 : Les Pierrafeu : Dino (voix)
- 1968 - 1975 : Auto-patrouille : Pete Malloy (voix)
- 1964 : Solange dans nos campagnes
- 1971 : Nic et Pic (série télévisée)
- 1972 : Les Chiboukis (série télévisée)
- 1973 : Y'a toujours moyen de moyenner!
- 1974 - 1976 : La petite patrie : Juju
- 1974 : Metric (voix)
- 1974 : Qui perd gagne (TV) : Valmore Duplessis
- 1975 - 1977 : Cosmos 1999 : Alan Carter (voix)
- 1976 : Le petit castor : Finaud et Dr Bouc (voix)
- 1977 : Les As (série télévisée) : Dr Beauregard
- 1977 : Chez Denise (série télévisée) : Jean-Paul Bordeleau
- 1977 : La Castagne (Lancer frappé, au Québec) : Reggie Dunlop (voix)
- 1982 : Satanic Question (voix)
- 1984 : Le 101, ouest, avenue des Pins (série TV) : Jean-Paul
- 1989 : La Misère des riches (série TV)
- 1990 - 2007 : Les Simpson : Moe Szyslak, Kent Brockman (voix)
- 1994 - 1995 : MégabogueS : Mégabête (voix)
- 1996 : James et la Pêche géante : Le vieil homme (voix)
- 1998 - 2007 : Henri Pis Sa Gang : Boule Goyette (voix)
- 1999 : Star Wars, épisode I : La Menace fantôme : Sénateur Palpatine (doublage québécois)